# Río Viejo, San Francisco Ixhuatán
Río Viejo är en ort i Mexiko.   Den ligger i kommunen San Francisco Ixhuatán och delstaten Oaxaca, i den sydöstra delen av landet, 600 km sydost om huvudstaden Mexico City. Río Viejo ligger 7 meter över havet och antalet invånare är 283.
Terrängen runt Río Viejo är mycket platt. Runt Río Viejo är det ganska glesbefolkat, med 24 invånare per kvadratkilometer. Omgivningarna runt Río Viejo är en mosaik av jordbruksmark och naturlig växtlighet.